# Cu4tro
Cu4tro es una película dramática de antología peruana de 2009, dirigida por Frank Pérez-Garland, Sergio Barrio, Christian Buckley y Bruno Ascenzo. Está basado en un guion escrito por Christian Buckley. 
En esta película se presenta cuatro episodios donde los protagonistas atraviesan la dura experiencia de sobrevivir en ausencia de su ser querido. Se estrenó el 15 de octubre de 2009 en los cines peruanos a nivel nacional.

## Sinopsis

### Primer episodio
Cecilia (Vanessa Saba), una joven, regresa por la noche a su departamento encontrándose exhausta, luchando contra su propio espacio, la desgastada cotidianidad y el abrumador silencio. Al final, deberá enfrentarse a sus miedos más profundos.

### Segundo episodio
Álex (Bruno Ascenzo) y Chiara (Natalia Parodi), dos hermanos que deben ir de compras y organizar el entierro de su padre recientemente fallecido. En la tienda conocen al vendedor con quien entablarán una divertida disputa para definir la modalidad del entierro, donde aflorarán sentimientos desde los más absurdos hasta los más profundos.

### Tercer episodio
Víctor (Miguel Iza) llega a la casa de Pedro (Gonzalo Torres), su amigo de la infancia, que vive con su hija tras perder a su mujer. Gabriela (Gisela Ponce de León), afectada por la muerte de su madre, encuentra en Víctor a alguien en quien confiar, generando un vínculo estrecho pero bizarro.

### Cuarto episodio
Peter (Renzo Schuller) tiene que presenciar los últimos momentos de la vida de Raúl (Paul Vega), un hombre que sufre de esclerosis múltiple. El desarrollo de la trama revelará cómo le afecta, ya que después de varios años de vivir en pareja, Peter se encuentra en una relación con una fecha de vencimiento.

## Elenco
Los actores que participaron en esta película son:
- Vanessa Saba como Cecilia.
- Bruno Ascenzo como Álex.
- Katia Condos como Vendedora.
- Natalia Parodi como Chiara.
- Miguel Iza como Víctor.
- Gonzalo Torres como Pedro.
- Gisela Ponce de León como Gabriela.
- Renzo Schuller como Peter.
- Paul Vega como Raúl.
- Óscar López Arias como Tony.

## Recaudación
Cu4tro fue la película ganadora de la Competencia Extraordinaria de Proyectos de Largometraje CONACINE en el año 2008, donde recibieron S/. 450.000 para empezar a rodar.